# Campus de El Milán
El Campus de El Milán o Campus de Humanidades es uno de los siete campus de la Universidad de Oviedo y uno de los cinco de ellos que se sitúan en la ciudad de Oviedo.
Este campus alberga una única facultad, la Facultad de Filosofía y Letras −fruto de la fusión de las facultades de Filología, Filosofía y Geografía e Historia en julio de 2010−, en la que se imparten los grados en Estudios Clásicos y Románicos, Estudios Ingleses, Filosofía, Geografía y Ordenación del Territorio, Historia, Historia del Arte, Historia y Ciencias de la Música, Lengua Española y sus Literaturas y Lenguas Modernas y sus Literaturas, además de dos másteres oficiales: el Máster Interuniversitario en Patrimonio Musical y el Máster Universitario en Estudios Avanzados en Historia del Arte: Investigación y Gestión.

## Descripción

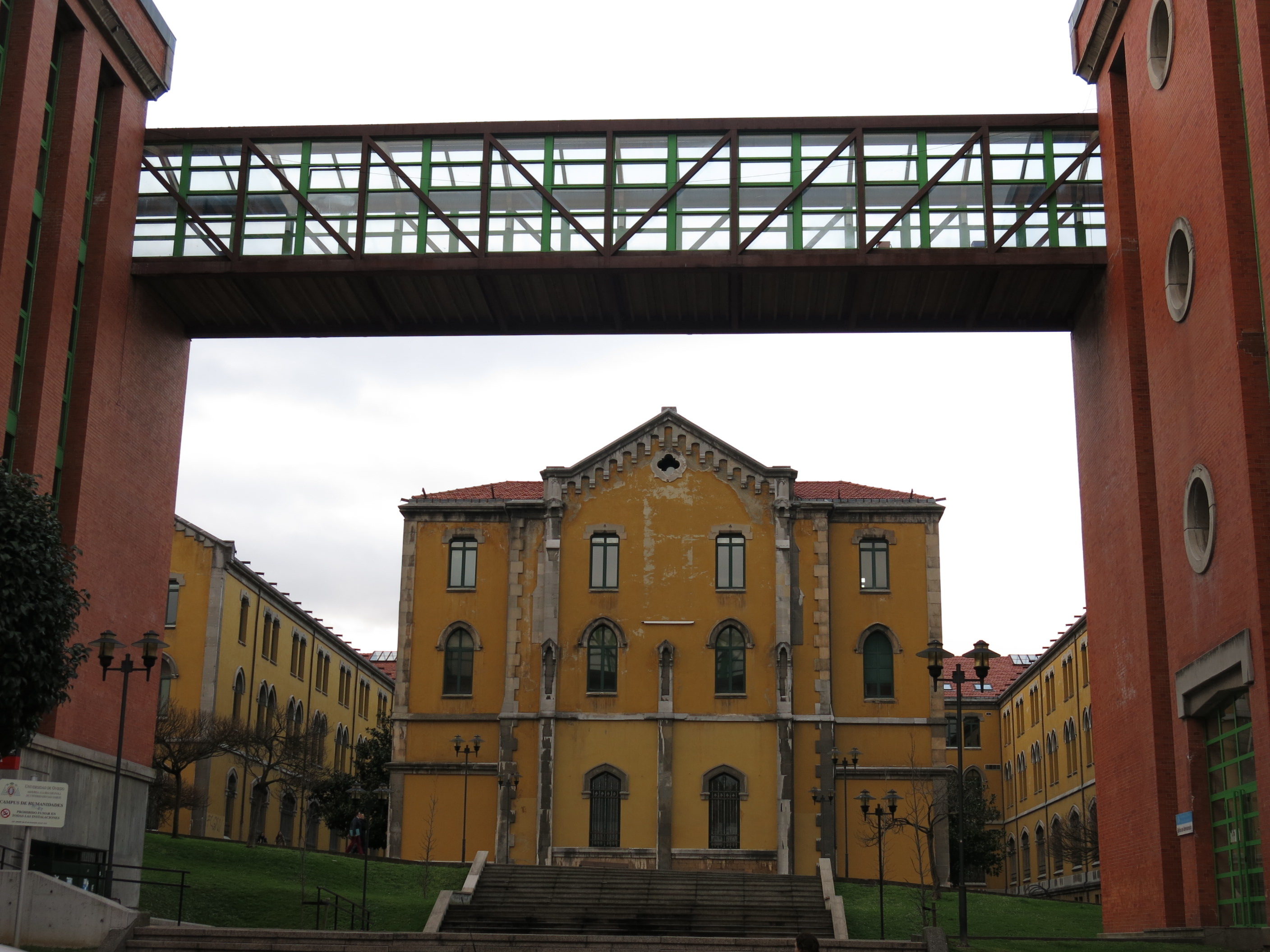
Pasarela que conecta el Aulario A con el edificio de administración

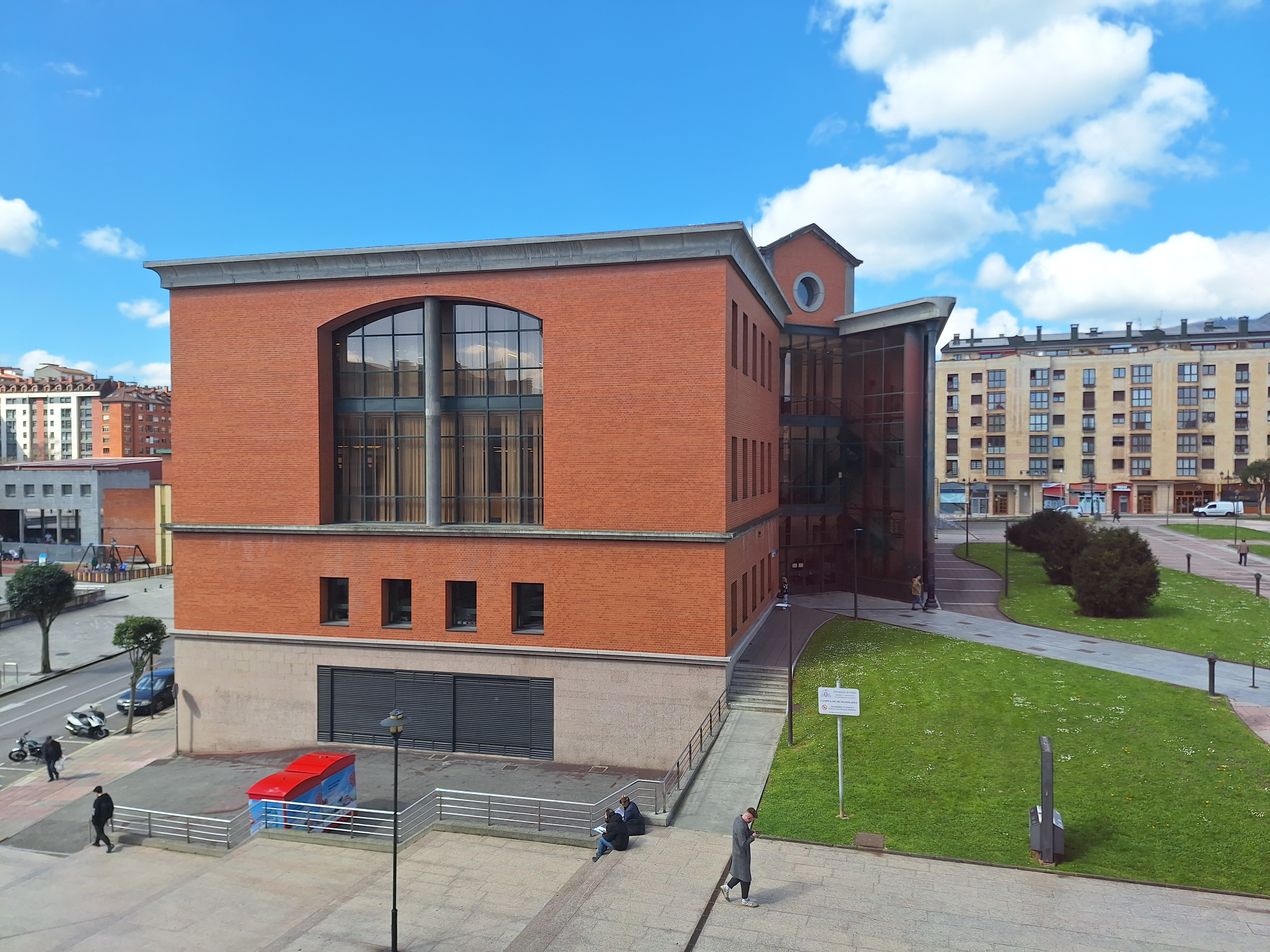
Vista lateral de la Biblioteca Emilio Alarcos desde el Aulario A (2025)

El Campus de El Milán consta de seis edificios:
1. Edificio departamental. Alberga la administración de los departamentos y los despachos del profesorado, así como aulas y salas de informática.
2. Edificio de administración. En este edificio se encuentra la secretaría y el registro auxiliar, además del Decanato y dos salones de actos.
3. Aulario A. Unido al edificio de administración por una pasarela elevada de cristal, aquí se encuentra la mayoría de aulas, así como la sala de estudio, la delegación de alumnos, el comedor y la oficina de orientación laboral.
4. Aulario B/Casa de las Lenguas. Inaugurado en octubre de 1999, en él se encuentran las aulas y la administración de la Casa de las Lenguas, así como la cafetería del campus.
5. Biblioteca «Emilio Alarcos Llorach». Inaugurada en diciembre de 1997, esta biblioteca de tres plantas y depósito dispone de colecciones especializadas de Filología, Filosofía, Literatura, Geografía, Historia, Historia del Arte y Musicología. Alberga también el Fondo Alberto Cardín, especializado en Antropología y Ciencias Sociales, y la Sala de Estudios Árabes e Islámicos «Álvaro Galmés de Fuentes», además de un salón de actos.
6. Edificio de Servicios Múltiples. Remodelado e inaugurado en marzo de 2004, acoge el Servicio de Publicaciones de la Universidad de Oviedo, el Seminario de Estudios de la Mujer y las delegaciones de alumnos, entre otros servicios.

## Historia

### Seminario de Santo Tomás de Aquino (1895-1922)
El germen del Campus de El Milán es el actual edificio departamental, una construcción de 24 000 m² de estilo ecléctico con planteamiento funcionalista y estética neogótica proyectada por el arquitecto Luis Bellido en forma de "peine". La obra integra en un solo edificio varios volúmenes comunicados entre sí, entre cada uno de los cuales se disponen patios abiertos. Su construcción comenzó en 1895 y fue inaugurado en 1903 como Seminario de Santo Tomás de Aquino.
Promovido por el obispo Ramón Martínez Vigil (cuya prelatura se desarrolló entre 1884 y 1904), su sobrino el sacerdote Maximiliano Arboleya y Claudio López Bru, II marqués de Comillas (vinculado a la industria asturiana del carbón), este seminario surgió en una época caracterizada por un auge en la fundación de seminarios. El Concordato firmado entre el Estado español y la Santa Sede en 1851 había mejorado las relaciones Iglesia-Estado, algo que favoreció la financiación para la creación de seminarios a través de las aportaciones económicas fijas del Estado y las rentas que se le permitió tener a la Iglesia.
Así, en 1851 el entonces obispo de la diócesis de Oviedo Ignacio Díaz-Caneja fundó en el convento desamortizado de Santo Domingo de la capital asturiana el Seminario Diocesano de Santa María de la Asunción. Sin embargo, tras su llegada a la prelatura en 1884, Ramón Martínez Vigil proyectó la construcción de un seminario más grande.
De esta forma, en 1894 se iniciaron las gestiones para la construcción del nuevo seminario, solicitándose a la Santa Sede dos millones de pesetas para la compra de un solar de seis hectáreas de extensión en la zona ovetense de La Vega, en el barrio y parroquia de Santullano. Tras la aceptación de Roma, en 1896 se colocó la primera piedra del nuevo seminario −uno de los sillares del manchón del lado del Evangelio de la capilla, bajo el cual se enterró una caja de plomo con objetos y una inscripción− en una solemne ceremonia amenizada por la banda municipal, la banda del Regimiento de Infantería «Príncipe» número 3 y el coro de la Catedral de Oviedo. En dicha ceremonia se cambió la advocación del seminario, que dejó de estar dedicado a Santa María de la Asunción en favor de Santo Tomás, patrono de las enseñanzas religiosas.
El seminario entró en funcionamiento en el curso 1903-1904 con un altercado: a punto de ser rematada, la capilla se derrumbó. Además, no se celebró ningún acto oficial de inauguración.
La capacidad del nuevo seminario era de 1 104 alumnos, de los que 583 podían permanecer en régimen interno. Las normas impuestas eran muy estrictas: los alumnos, aunque no llevaban hábitos, debían vestir de oscuro e incluso, en los primeros años, se les llegó a tonsurar. Además, durante los recreos los estudiantes internos estaban separados de aquellos que no permanecían en régimen de internado, los cuales solo podían regresar a sus casas dos horas al mediodía para comer y al anochecer.

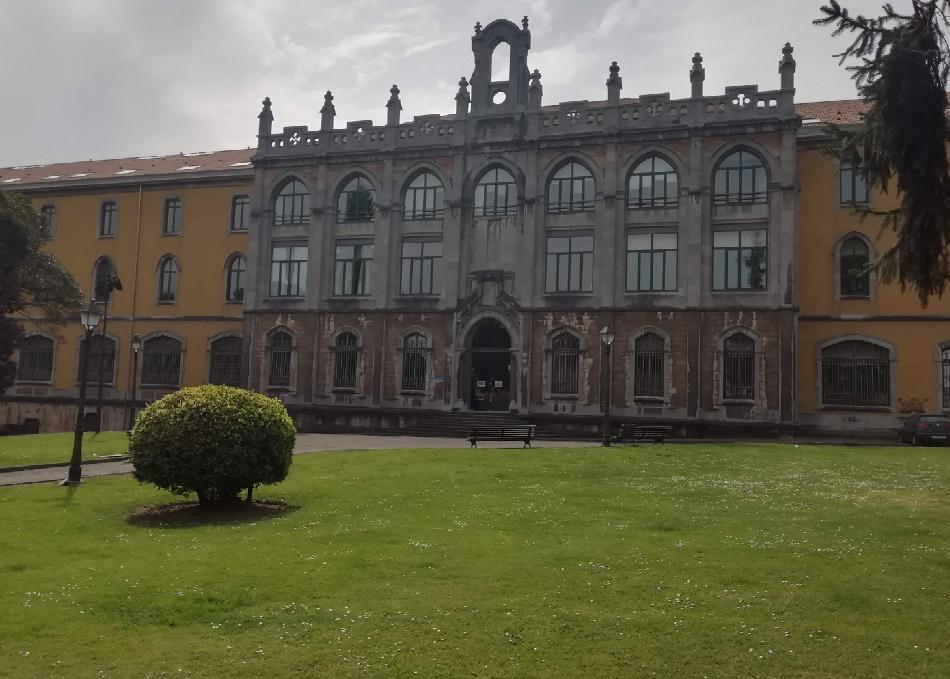
Fachada principal del Edificio departamental, en la parte norte del campus.

El plan de estudios impartido en el Seminario de Santo Tomás de Aquino estaba dividido en tres ciclos: un primer ciclo de cuatro cursos de Humanidades (conocido como «Grado Latín») sobre Historia, Geografía, Griego y Latín; un segundo ciclo de tres cursos de Filosofía y Ciencias, homologable al Bachiller del Estado; y un tercer ciclo de cuatro cursos de Teología, dirigido a aquellos que quisieran realizar la carrera eclesiástica. Además, estos últimos podían cursar un quinto año que les otorgaba los títulos de Licenciado y Doctor en Teología, y tres cursos más con los que se graduaban en Derecho Canónico, titulación expedida por la Universidad de Deusto y, a partir de 1904, por la Universidad de Comillas.
De esta forma, los estudiantes que querían realizar la carrera eclesiástica tenían dos opciones: realizar una carrera menor de ocho cursos (los cuatro cursos de Humanidades y los cuatro de Teología) para ejercer el sacerdocio en pequeñas parroquias rurales, o una carrera mayor de once cursos (los de Humanidades, Filosofía y Teología) para optar a cargos más elevados.
Sin embargo, con la muerte de Martínez Vigil en agosto de 1904, las obras en el seminario se paralizaron, quedando inconclusa la capilla, los cobertizos del campo de recreo, los muros de cerramiento y los paseos y plantaciones del parque. Vigil fue sustituido en el cargo en abril de 1905 por Francisco Baztán, quien permaneció en el mismo hasta 1921.
Fue durante su prelatura cuando el seminario fue ocupado por el ejército. Durante la huelga general de agosto de 1917, que duró veinticuatro días y fue cruentamente reprimida, el edificio fue ocupado por el Regimiento de Infantería «Príncipe» número 3, conocido también como Regimiento de Infantería Milán o «El Osado», que había llegado a Oviedo en 1893 procedente de Bilbao, alojándose en el viejo convento de Santa Clara.
Para esta fecha de 1917 el seminario ya había sido ofrecido como cuartel al ejército. Además, el hecho de que en septiembre de ese año solo se matriculasen en el seminario 150 alumnos (suponiendo una reducción del 80 % del alumnado, pues había tenido más de 700 alumnos) hizo que se iniciasen los trámites de venta del mismo, generando un debate que terminó con la renuncia del obispo Francisco Baztán. Dicha venta se negoció de forma definitiva en 1920 y se ratificó en escritura pública el 17 de febrero de 1921, tres meses después de la renuncia del obispo. De esta forma, durante cinco años −entre 1917 y 1922− seminaristas y militares compartieron estancia.
Tras la venta al ejército, en 1922, ya con Juan Bautista Luis y Pérez como obispo (cuya prelatura duró hasta 1934), el Seminario Conciliar se trasladó de nuevo al convento ovetense de Santo Domingo. Tras arder este en la Revolución de 1934, el seminario fue trasladado temporalmente al Monasterio de Santa María de Valdediós y más tarde a Lugo, regresando a Valdediós en 1938. El actual Seminario Metropolitano se encuentra en Prado Picón (Oviedo), promovido por el obispo de origen vasco Justo de Echeguren en 1935.

### Cuartel de Pelayo (1922-1987)
Llamado también Cuartel del Milán, el edificio proyectado por Luis Bellido tuvo funciones de cuartel militar desde su compra hasta el año 1987, cuando el ejército fue trasladado al acuartelamiento «Cabo Noval» en Siero.

### Campus universitario (desde 1987)
En 1987 el Ayuntamiento de Oviedo adquirió la propiedad al Ministerio de Defensa, cediéndola a la Universidad de Oviedo con la condición de restaurar el edificio (convertido en edificio departamental), construir otro edificio anexo antes de 1992 (el aulario A) y destinar un tercio de la propiedad a espacio verde. Con esta cesión, el Ayuntamiento pretendía beneficiar al barrio de Pumarín, un barrio históricamente denostado en el que se encontraba el citado cuartel y la Fábrica de Armas de La Vega, además de la Cárcel Correccional de Oviedo (hoy Archivo Histórico de Asturias), situada a menos de un kilómetro al Noroeste del cuartel.
Con una inversión de 2 715 millones de pesetas (alrededor de 16 350 000 euros), la Universidad de Oviedo habilitó unas instalaciones capaces de albergar alrededor de 4 000 alumnos.
Ya reformado, el Campus de El Milán fue inaugurado el 28 de enero de 1992, en la festividad de Santo Tomás de Aquino, por Javier Solana, ministro de Educación y Ciencia en aquel entonces, y Juan López Arranz, rector de la Universidad en esa época.
Años más tarde, en diciembre de 1997 se inauguró el edificio de la Biblioteca y en octubre de 1999 el edificio del Aulario B, que hoy alberga también la Casa de las Lenguas. Finalmente, en marzo de 2004 se inauguró el Edificio de Servicios Múltiples que acoge, entre otras cosas, el Servicio de Publicaciones de la Universidad de Oviedo.